# Ludwig Lesser (Landschaftsarchitekt)
Ludwig Lesser (* 3. Februar 1869 in Berlin; † 25. Dezember 1957 in Vallentuna, Schweden) war ein deutscher Landschaftsarchitekt.

## Leben
Ludwig Lesser, Enkel des gleichnamigen Schriftstellers, erhielt unter anderem im Palmengarten in Frankfurt am Main eine Ausbildung als Gärtner und arbeitete später als Obergärtner in verschiedenen Städten des In- und Auslands. Ab 1903 war er der erste selbstständige Gartenarchitekt in Berlin. 1908 wurde Lesser zum Gartendirektor der Berliner Terrain-Centrale und der Zehlendorf-West-Terrain-A.G. des Fürsten Donnersmarck berufen. Die Terraingesellschaften verfolgten zu dieser Zeit große Siedlungsprojekte, zum Beispiel den Bau der Gartenstadt Frohnau, wo seit 1958 auch eine Parkanlage, der Ludwig-Lesser-Park, nach ihm benannt ist. Weiterhin gehen sowohl der Bebauungsplan für Bad Saarow (mit Emil Kopp) als auch die Planung und Gestaltung der Garten- sowie Grünflächen der Gartenstadt Staaken, der Gartenstadt Falkenberg und der Weißen Stadt in Reinickendorf auf Ludwig Lesser zurück. Letztere beiden wurden im Juli 2008 als eine der sechs Siedlungen der Berliner Moderne in die Liste des UNESCO-Weltkulturerbes aufgenommen.
Daneben war Lesser mit landschaftsarchitektonischen Aufträgen zahlreicher Gemeinden, Garten- und Friedhofsverwaltungen betraut. Ab 1913 war er Dozent für Gartenkunst und Gartenbau an der Freien Hochschule Berlin. Lesser war Vorkämpfer für die Anlage von Volksparks und Sportfreiplätzen innerhalb städtischer Siedlungsräume. Hier sollten vor allem Kinder, Jugendliche und ganze Familien schattige und sonnige Plätze zum Ballspielen und zur Erholung finden. Sitzbänke, Spielplätze und Planschbecken für Kinder sollten den Aufenthalt für alle angenehm gestalten.
Im Jahr 1923 wurde Lesser Präsident der Deutschen Gartenbaugesellschaft und 1931 Ehrenmitglied der Österreichischen Gartenbaugesellschaft.
Ludwig Lesser war verheiratet mit Anna, geb. Steinmeister. Das Ehepaar hatte drei Söhne: Richard, Lutz und Rudolf. Der älteste Sohn, Richard, wurde ebenfalls Gartenarchitekt und war in seinem Steglitzer Planungsbüro angestellt. In der NS-Zeit erhielt Lesser wegen seiner jüdischen Abstammung zunächst Berufsverbot. 1939 emigrierte er nach Schweden zu seinem Sohn Rudolf. Die Urenkelin Katrin Lesser wurde später ebenfalls Landschaftsarchitektin und ist in Berlin tätig. Gemeinsam mit ihrem Mann Ben Buschfeld erhielt sie 2013 für „Tautes Heim“ den höchsten Europäischen Denkmalpreis, den Europa-Nostra-Preis.
2013 wurde Ludwig Lesser von der Deutschen Gartenbaugesellschaft, die ihn 1933 aus dem Amt des Präsidenten entlassen hatte, posthum zum Ehrenpräsidenten ernannt. Inzwischen sind je eine Straße in Potsdam, Hennigsdorf und Bad Saarow nach ihm benannt.

## Realisierte Anlagen (Auswahl)
- 1909/1910: Grünflächensystem für die Gartenstadt Berlin-Frohnau inklusive des Zeltinger und des Ludolfingerplatzes sowie des Friedhofs Frohnau[3] im Auftrag der Berliner Terrain-Centrale[4][5][6]
- 1909: Friedhof Hermsdorf[7]
- 1911: Gartenanlagen auf Schwanenwerder für die Landhäuser von Georg Solmssen und dessen Nachbarn Eduard Mosler (Inselstraße 28)[8]
- 1912: Vorplatz des S-Bahnhofs Hermsdorf[9]
- 1914–1917 Grünanlagen der Gartenstadt Staaken[10]
- Gartenstadt Falkenberg mit Bruno Taut, nicht vollendet
- 1922/1923: Gartenanlage zum Wohnhaus von Fritz Hess in Berlin-Dahlem (Am Hirschsprung 44–46), zusammen mit dem Architekten Karl Johann Moßner.[11]
- 1929–1931: Siedlungsgrün der Weißen Stadt
- 1930/1931: Hammarskjöldplatz auf dem Gelände der Messe Berlin, zusammen mit seinem Sohn Richard[12]
- 1932: Fabrikgarten Werkzeugmaschinenfabrik Herbert Lindner in Berlin-Wittenau, zusammen mit seinem Sohn Richard[13]
- unzählige Privatgärten[1], unter anderem Villengärten in Frohnau, in Dahlem, in Zehlendorf, in Alt-Glienicke, die alle gelistete Gartendenkmale sind[14]

## Schriften
- Mein Staudenbuch. Ein Buch vom Pflanzen und Pflegen winterharter Blütenstauden und ihrer Gartengenossen. Rudolf Bechtold & Comp., Wiesbaden o. J. (um 1930).
- 100 Ratschläge für die häusliche Blumenpflege. Bechtold, Wiesbaden 1935.
- 100 Ratschläge für den Gemüsegarten. Erdbeeren sind auch dabei. (neu bearbeitet von Richard L. Lesser) A. Weber Verlag, Singen (Hohentwiel) 1947.